# Heilig-Geist-Kirche (Schramberg)

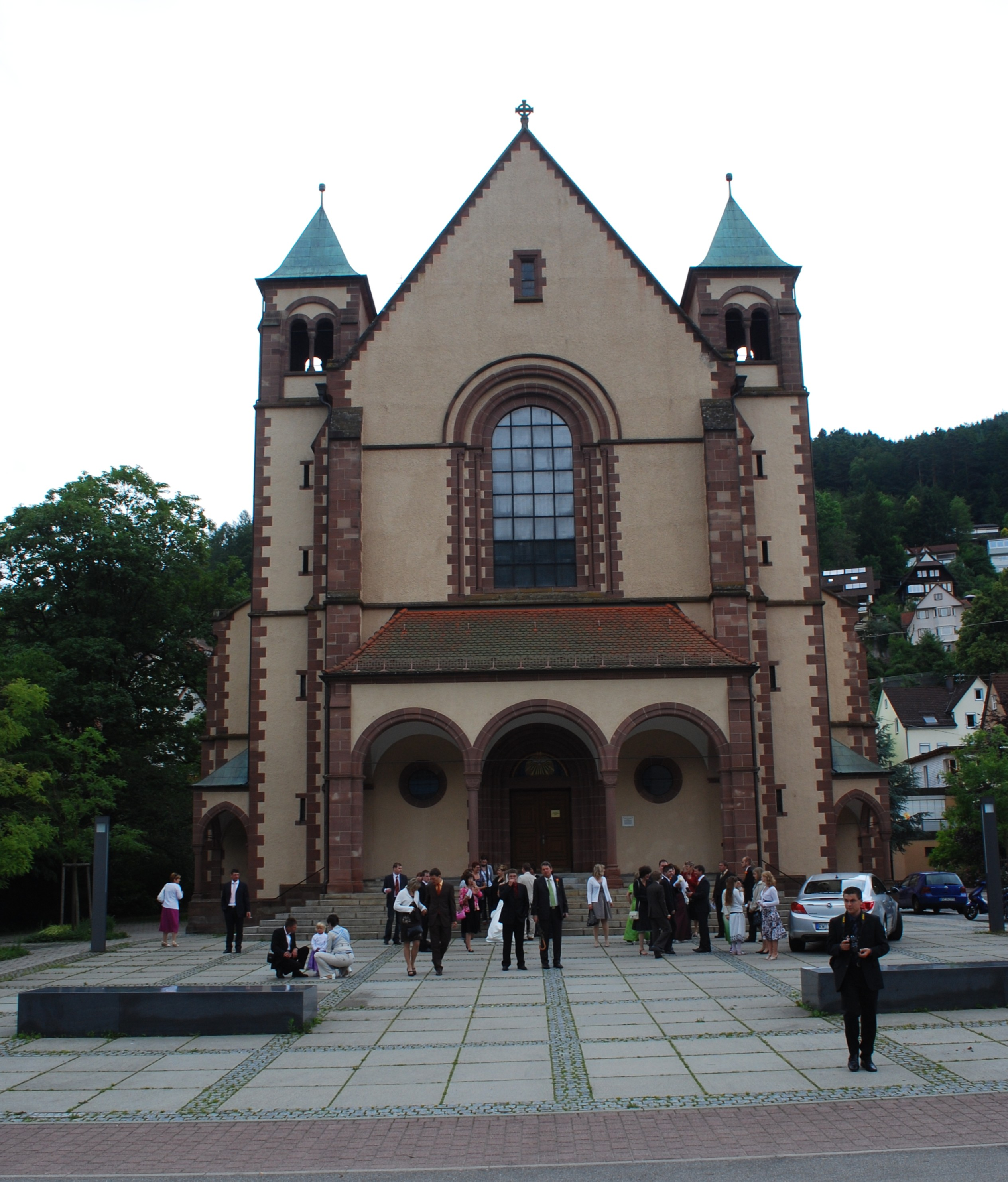
Die Pfarrkirche Heilig Geist

Die Pfarrkirche Heilig Geist ist eine neoromanische und neogotische katholische Kirche in Schramberg im Schwarzwald.

## Geschichte
Die Kirche wurde von dem Stuttgarter Architekten Josef Cades (1855–1943) geplant und 1909 bis 1912 errichtet. Die Heilig-Geist-Gemeinde bestand bis 1998 als eine von zwei katholischen Kirchengemeinden in Schramberg und wurde dann mit der Schramberger St.-Maria-Kirchengemeinde zusammengelegt.
Als Schüler Joseph von Egle arbeitete Josef Cades ab 1883 im erzbischöflichen Bauamt in Freiburg und plante ab 1887 im Auftrag des Bistums Rottenburg 39 Kirchen in der damaligen Diözese. Die Neoromanik spielt in den Entwurf der Kirche mit ein, obwohl sich im Bauzeitraum schon der Jugendstil und die „Betonarchitektur“ durchsetzten.

## Orgel

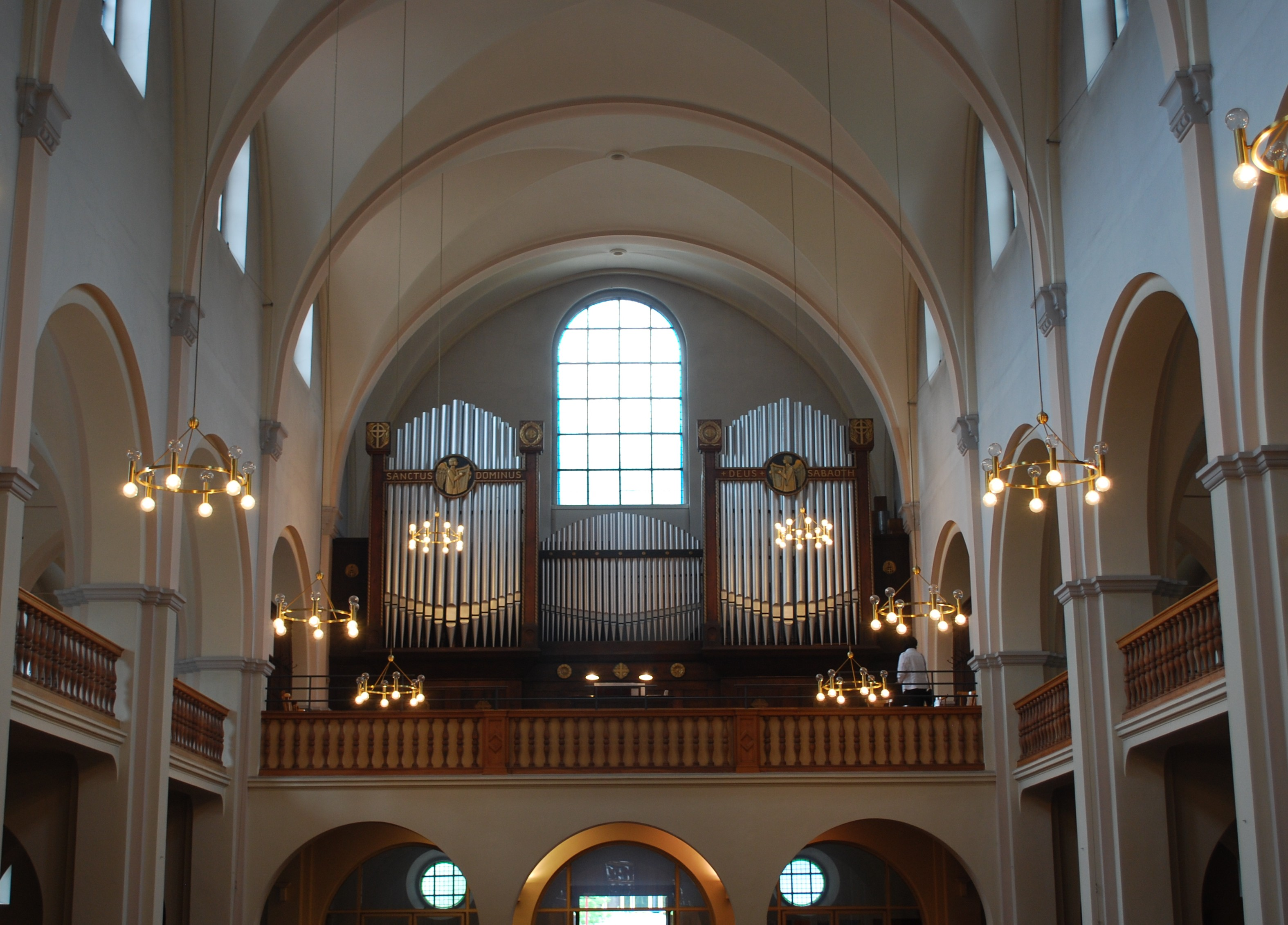
Späth-Orgel in der Heilig-Geist-Kirche

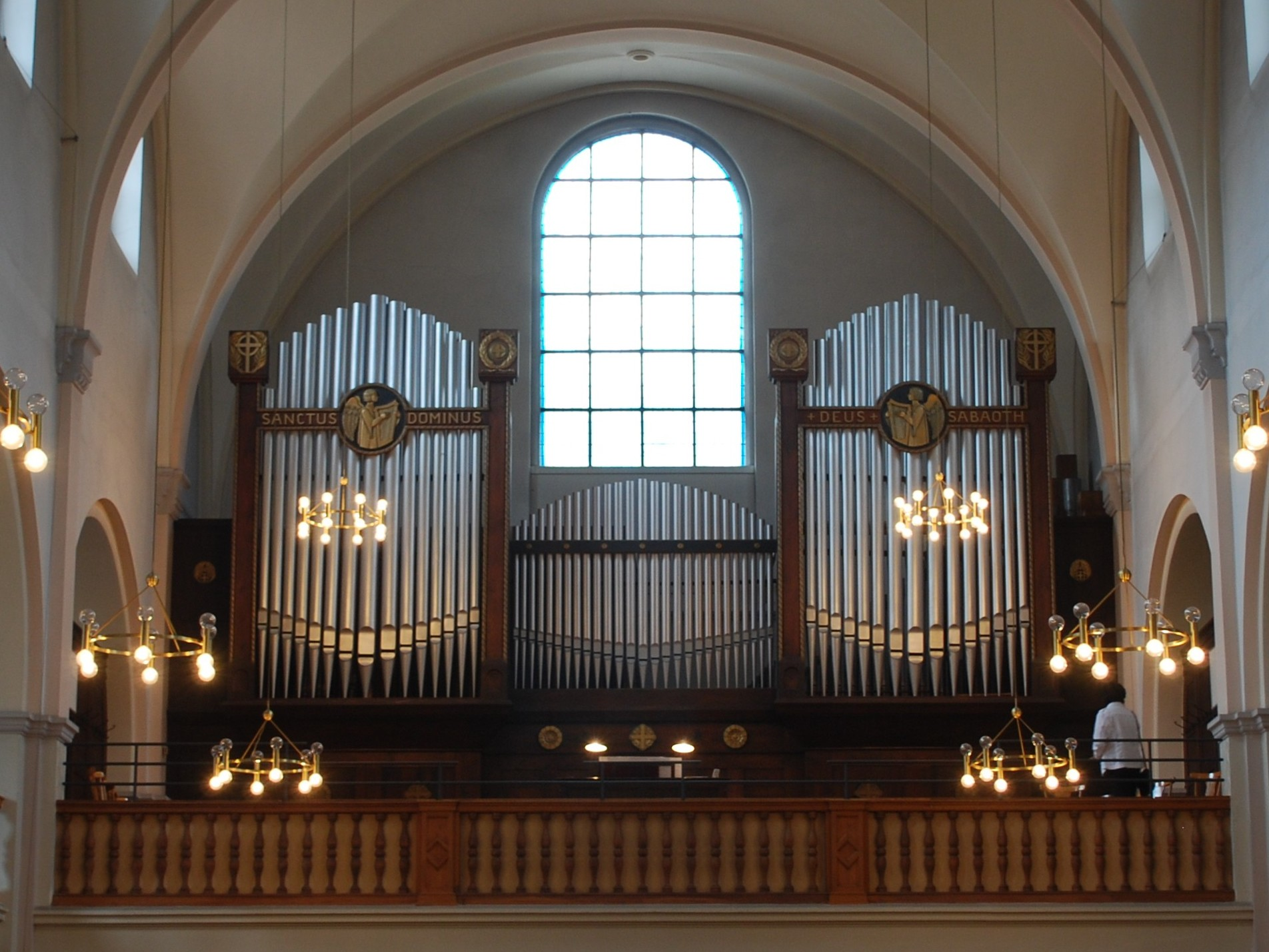
Wiederhergestellter Jugendstil-Prospekt

Im Jahr 1925 erhielt die Heilig-Geist-Kirche eine Orgel mit zwei Manualen und Pedal und 33 Registern auf pneumatischen Kegelladen. Das Instrument wurde von der Mengener Orgelbaufirma Gebr. Späth Orgelbau als Opus 322 gebaut. Es ist romantisch disponiert, zeigt aber erste Einflüsse der Orgelbewegung („elsässische Orgelreform“). Das Instrument entging trotz eines entstellenden Umbaus des Jugendstil-Prospekts in den 1960er Jahren einer klanglichen Modifizierung und ist nach einer Restaurierung durch die Firma Vleugels auch bezüglich seiner äußeren Erscheinung wieder im Originalzustand erhalten. Die Disposition lautet:
| I Hauptwerk C–g3 |                 |       |
| 1.               | Principal       | 16′   |
| 2.               | Principal       | 08′   |
| 3.               | Gedeckt         | 08′   |
| 4.               | Gemshorn        | 08′   |
| 5.               | Harmonieflöte 0 | 08′   |
| 6.               | Gamba           | 08′   |
| 7.               | Salicional      | 08′   |
| 8.               | Dolce           | 08′   |
| 9.               | Oktav           | 04′   |
| 10.              | Rohrflöte       | 04′   |
| 11.              | Oktav           | 02′   |
| 12.              | Mixtur III-IV   | 2 ⁄3′ |

| II Schwellwerk C–g3 |                 |        |
| 13.                 | Bordun          | 16′    |
| 14.                 | Hornprincipal 0 | 08′    |
| 15.                 | Konzertflöte    | 08′    |
| 16.                 | Nachthorn       | 08′    |
| 17.                 | Quintatön       | 08′    |
| 18.                 | Viola           | 08′    |
| 19.                 | Aeoline         | 08′    |
| 20.                 | Vox celest      | 08′    |
| 21.                 | Prestant        | 04′    |
| 22.                 | Zartflöte       | 04′    |
| 23.                 | Quint           | 2 ⁄3′  |
| 24.                 | Piccolo         | 02′    |
| 25.                 | Terz            | 1 3⁄5′ |
| 26.                 | Fagott          | 16′    |
| 27.                 | Trompete        | 08′    |
| 28.                 | Clairon         | 04′    |
|                     | Tremolo         |        |

| Pedal C–f1 |                       |     |
| 29.        | Principalbaß          | 16′ |
| 30.        | Violonbaß             | 16′ |
| 31.        | Subbass               | 16′ |
|            | Zartbass (= Nr. 13) 0 | 16′ |
| 32.        | Octavbass             | 08′ |
|            | Cellobaß (= Nr. 18)   | 08′ |
| 33.        | Posaune               | 16′ |

- Koppeln:

Normalkoppeln: II/I, I/P, II/P,
Suboktavkoppeln: I/I, II/I, II/II
Superoktavkoppeln: I/I, II/I, II/II, I/P
- Spielhilfen: zwei freie Kombinationen, Registercrescendo, Schwelltritt, Handregister ab, und Zungenabsteller